# Nanocochlea
Nanocochlea é um género de gastrópode  da família Hydrobiidae.
Este género contém as seguintes espécies:
- Nanocochlea monticola
- Nanocochlea parva
- Nanocochlea pupoidea